# Divišovice (Sedlec-Prčice)
Divišovice jsou vesnice, část města Sedlec-Prčice v okrese Příbram ve Středočeském kraji. Nachází se asi 3,5 kilometru severně od Prčic. Částí města protéká Divišovický potok. Je zde evidováno 35 adres. V roce 2011 zde trvale žilo 71 obyvatel.
Divišovice jsou také název katastrálního území o rozloze 7,31 km². V katastrálním území Divišovice leží i Chotětice a Mrákotice.

## Historie
První písemná zmínka o vesnici pochází z roku 1321.

## Obyvatelstvo
| Rok            | 1869 | 1880 | 1890 | 1900 | 1910 | 1921 | 1930 | 1950 | 1961 | 1970 | 1980 | 1991 | 2001 | 2011 | 2021 |
| -------------- | ---- | ---- | ---- | ---- | ---- | ---- | ---- | ---- | ---- | ---- | ---- | ---- | ---- | ---- | ---- |
| Počet obyvatel | 221  | 208  | 166  | 164  | 151  | 163  | 149  | 108  | 92   | 77   | 53   | 65   | 65   | 71   | 84   |
| Počet domů     | 26   | 27   | 27   | 27   | 27   | 27   | 25   | 25   | 79   | 21   | 17   | 24   | 25   | 29   | 33   |

## Obecní správa
Při sčítání lidu v letech 1850–1979 Divišovice byly samostatnou obcí, se kterým patřily nejprve do okresu Sedlčany, ale od roku 1960 v okrese Benešov. Od 1. ledna 1980 jsou částí města Sedlec-Prčice v okrese Benešov. Od 1. ledna 2007 vesnice přešla spolu s městem Sedlec-Prčice z okresu Benešov do okresu Příbram. V letech 1850–1979 k obci patřily Mrákotice, v letech 1850–1960 Dobrošovice a Vršovice a od 12. června 1960 do 31. prosince 1979 také Bolechovice a Chotětice.

## Pamětihodnosti
- Kaple je vedená v Seznamu kulturních památek v Sedlci-Prčici.

## Galerie

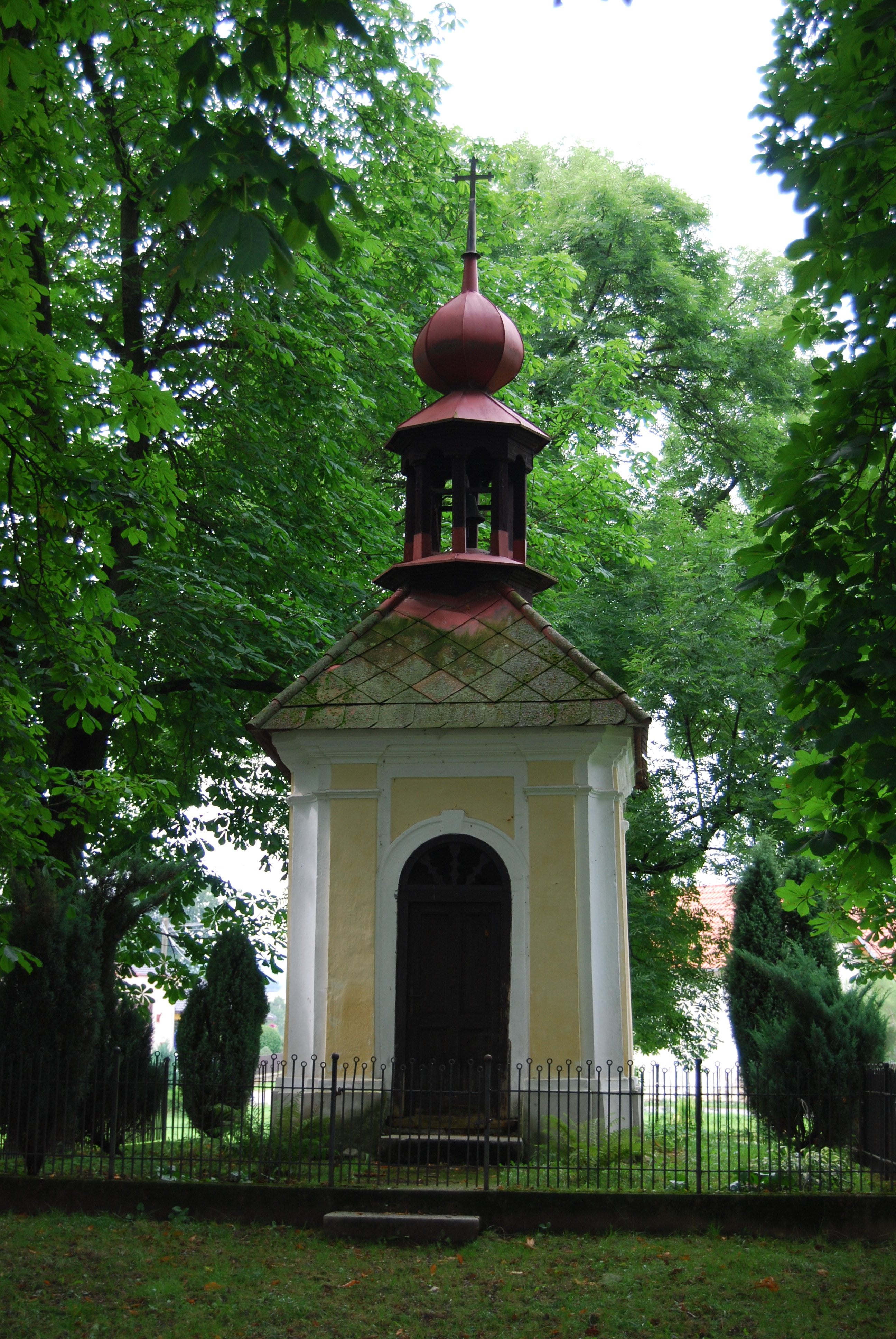
Kaple
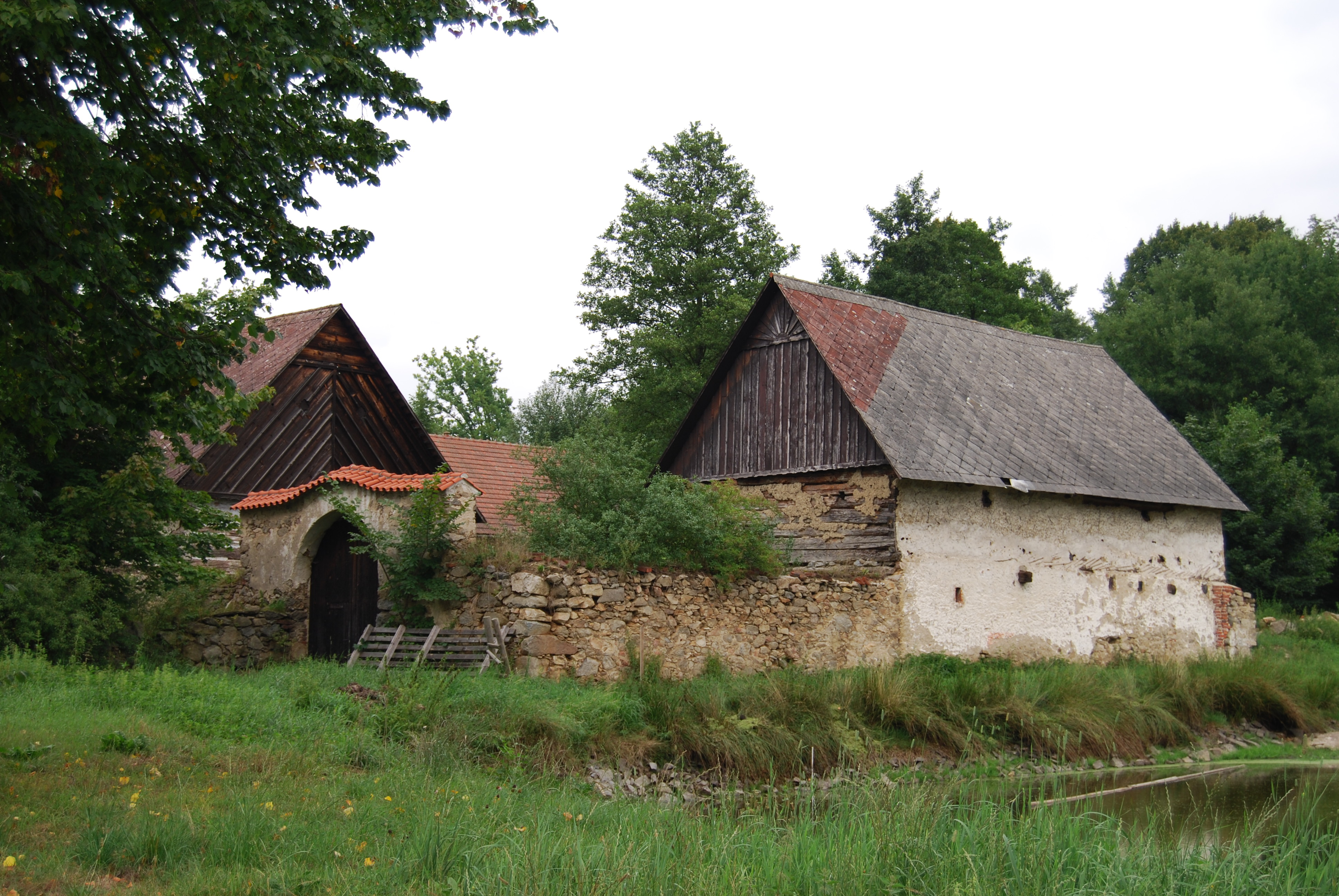
Usedlost